# Ludność i powierzchnia Bielska-Białej

## Ludność Bielska-Białej
W 2018 r. liczba ludności Bielska-Białej wyniosła 171 277 osób, w tym 80 935 mężczyzn (47,2%) i 90 342 kobiet (52,8%).  Oznacza to, że na 100 mężczyzn przypadało 112 kobiet. Bielsko-Biała jest 22. największym miastem Polski według liczby ludności oraz 18. pod względem zajmowanej powierzchni. Liczba ludności miasta stanowi 3,78% ludności województwa śląskiego. Gęstość zaludnienia wynosi 1400 os./km², a przyrost naturalny w 2012 r. wyniósł 0,28‰. Saldo migracji było ujemne i wyniosło –273 osoby. Liczba małżeństw zawartych w 2017 r. wyniosła 804, a rozwodów 406.
Bielsko-Biała jest także centrum aglomeracji bielskiej zamieszkiwanej przez ok. 325 tys. osób, której uzupełnieniem jest Bielski Obszar Metropolitalny zamieszkiwany przez ponad 880 tys. osób.

## Struktura wiekowa i zawodowa
| Przedział wiekowy | Liczba ludności |
| ----------------- | --------------- |
| 0–4               | 9262            |
| 5–9               | 7819            |
| 10–14             | 7399            |
| 15–19             | 8512            |
| 20–24             | 10563           |
| 25–29             | 13788           |
| 30–34             | 15266           |
| 35–39             | 13446           |
| 40–44             | 10611           |
| 45–49             | 10231           |
| 50–54             | 11678           |
| 55–59             | 14247           |
| 60–64             | 13500           |
| 65–69             | 8618            |
| 70 i więcej       | 19430           |

W 2012 r. w wieku produkcyjnym znajdowało się 109 546 osób (63,82%), w wieku poprodukcyjnym 35 463 osób (20,34%), natomiast w wieku przedprodukcyjnym było 29 361 mieszkańców miasta (16,84%).
Stopa bezrobocia wynosi 6,4%, co oznacza, że bez pracy jest 6,3 tys. osób. W 2011 r. spośród 68 538 osób zatrudnionych 51 753 (75,5%) pracowało w sektorze prywatnym, a 16 785 (24,5%) w sektorze publicznym.

## Zmiany liczby ludności Bielska-Białej od 1951
W 1951 r., kiedy połączono Bielsko i Białą Krakowską w jedno miasto liczyło ono 55 tys. mieszkańców. Liczba mieszkańców Bielska-Białej aż do roku 1969 wzrastała regularnie, średnio 7–10 tys. osób w ciągu 5 lat. Wraz z gwałtownym rozwojem nowoczesnego przemysłu rozpoczął się bardzo wysoki skok ludności – z 103 tys. w 1969 r. do 181 tys. w 1990 r., a więc o 80 tysięcy w ciągu 20 lat. Populacja Bielska-Białej zwiększała się również dzięki przyłączaniu okolicznych miejscowości. Najwyższą liczbę ludności (184 421) miasto osiągnęło w 1991 r. Odtąd, podobnie jak w większości dużych polskich miast, obserwuje się wyraźny spadek liczby ludności. Według prognoz GUS w 2020 r. Bielsko-Biała ma liczyć 168,6 tys., a w 2035 r. 156,6 tys. mieszkańców.
Poniżej znajduje się zestawienie liczby ludności Bielska-Białej w latach 1951–2014:
- 1951 – 55 000
- 1955 – 67 081
- 1960 – 75 527   (spis statystyczny)
- 1961 – 77 600
- 1962 – 78 700
- 1963 – 80 500
- 1964 – 82 000
- 1965 – 83 207
- 1966 – 84 900
- 1967 – 86 700
- 1968 – 87 500
- 1969 – 103 600   (włączenie Mikuszowic Krakowskich, Mikuszowic Śląskich, większej części Kamienicy oraz części Hałcnowa, Komorowic i Starego Bielska)
- 1970 – 106 200   (spis statystyczny)
- 1971 – 107 015
- 1972 – 108 800
- 1973 – 114 900   (włączenie większej części Straconki)
- 1974 – 116 946
- 1975 – 120 907
- 1976 – 123 800
- 1977 – 148 700   (włączenie Hałcnowa, Komorowic, Starego Bielska i Wapienicy)
- 1978 – 155 800   (spis statystyczny)
- 1979 – 160 300
- 1980 – 163 741
- 1981 – 167 843
- 1982 – 170 884
- 1983 – 171 950
- 1984 – 174 107
- 1985 – 175 889
- 1986 – 176 839
- 1987 – 177 680
- 1988 – 178 392   (spis statystyczny)
- 1989 – 179 879
- 1990 – 181 278
- 1991 – 184 421
- 1992 – 179 689
- 1993 – 180 953
- 1994 – 180 294
- 1995 – 180 397
- 1996 – 180 340
- 1997 – 179 835
- 1998 – 180 307
- 1999 – 178 936
- 2000 – 178 611
- 2001 – 178 313
- 2002 – 177 835   (spis statystyczny)
- 2003 – 177 390
- 2004 – 176 987
- 2005 – 176 864
- 2006 – 176 453
- 2007 – 175 690
- 2008 – 175 677
- 2009 – 175 402
- 2010 – 174 755
- 2011 – 174 503   (spis statystyczny)
- 2012 – 174 370
- 2013 – 173 699
- 2014 – 173 013
- 2018 – 171 277

## Powierzchnia Bielska-Białej
Powstałe 1 stycznia 1951 r., z połączenia Bielska i Białej Krakowskiej, miasto Bielsko-Biała obejmowało obszar dzisiejszego Śródmieścia, Aleksandrowic, Lipnika, Złotych Łanów, Leszczyn i częściowo Obszarów
W 1968 r. częścią Bielska-Białej stały się  gromady Kamienica i Mikuszowice Krakowskie oraz osiedle Mikuszowice Śląskie. W roku 1973 w granice miasta włączono większą część zniesionej gminy Straconka, a w 1977 r. gminę Komorowice oraz sołectwa Wapienica i Stare Bielsko.
W 1990 r. granice miasta rozszerzono o obszar Cygańskiego Lasu, znajdującego się dotąd w sołectwie Bystra, a także dokonano korekt w dzielnicach Hałcnów, Komorowice i Wapienica. W ten sposób Bielsko-Biała uzyskało obecny kształt.
Obecnie powierzchnia Bielska-Białej wynosi 124,51 km², w tym:
- tereny mieszkaniowe: 16,4%
- tereny usług: 2,6%
- tereny przemysłowo-składowe: 3,6%
- tereny komunikacyjne: 11%
- tereny rolne: 14,6%
- tereny leśne: 24,2%
- zieleń miejska: 2,2%
- tereny pozostałe: 25,4%

Bielsko-Biała jest 18. największym miastem Polski według powierzchni. Obszar miasta stanowi 1,01% powierzchni województwa śląskiego i 0,04% powierzchni kraju.